# Полин Бонапарт
Вижте пояснителната страница за други личности с името Паулина.
Мария Полин Бонапарт, първо наричана Паолета Буонапарте (на френски: Pauline Bonaparte; на корсикански: Maria Paoletta Buonaparte, * 20 октомври 1780 в Айачо; † 9 юни 1825 във Флоренция), херцогиня на Гуастала (Guastalla), на Парма, e любимата сестра на Наполеон Бонапарт.

## Биография
Тя е шестото дете на Летиция Рамолино и Карло Буонапарте, представител на Луи XVI в Корсика.
Паулина расте в Айачо, Корсика. Когато е на 13 години бяга с майка си, братята и сестрите си във Франция. В Париж брат ѝ я омъжва за генерал Шарл Виктор Eмануел Леклерк д’Остин (1772 – 1802) и изпраща двамата в днешно Хаити, за да потушат робско въстание. Въпреки че не е вярна на съпруга си, тя се грижи за него, когато той се разболява от жълта треска. Паулина му ражда син Дермиде Леклерк (1798 – 1806).
През 1803 г. тя се омъжва отново по желание на брат си за Камило Боргезе, 6-и принц на Сулмона и Росано, херцог на Гуастала, и генерал-губернатор на Пиемонт.
Паулина предизвиква скандал, когато позира като необлечен модел на Антонио Канова. Тя се разболява от рак и умира на 44 години, без да може да посети брат си. Погребана е в гробницата на Боргезе.